# Dehnsen (Alfeld)
Dehnsen ist ein Ortsteil der Stadt Alfeld (Leine) und liegt im Landkreis Hildesheim in Niedersachsen. Durch den Ort führt die Bundesstraße 3.

## Geografie
Dehnsen liegt im Leinebergland zwischen den Sieben Bergen und der Leine im Osten und dem Höhenzug Külf im Westen, etwa 7 km nördlich von Alfeld entfernt. Der Ort wird seit der Errichtung der Bahnstrecke Hannover–Göttingen im Jahr 1854 von dieser im Osten begrenzt.

## Geschichte
Der Namensgleichklang mit dem nur ca. 20 km entfernt gelegenen Ort Deinsen erschwert eine genaue geschichtliche Erforschung. Dehnsen hieß früher anscheinend Dedensen. Die Erwähnung des Ortes in verschiedenen historischen Dokumenten erfolgte 1400 als Dedensen, 1588 als Densen, 1594 als Degensen, 1664 als Däensen, 1732 als Dähnsen, 1708 und 1720 als Dehnsen.
Lehnsherren von Dehnsen waren neben dem Grafen von Hallermund noch die Grafen von Wohldenberg und das Kloster Gandersheim. Die älteste Nachricht über deren Besitzungen in Dehnsen stammt aus dem Jahre 1274, in der Aschwin II. von Steinberg drei Hufen in Dehnsen an die Hildesheimer Domkirche gab. Außerdem waren die Herren Bock von Wülfingen und die Herren von Wrisberg in Dehnsen begütert.
Im Zuge der Gebiets- und Verwaltungsreform hat Dehnsen am 1. März 1974 seine Selbstständigkeit verloren und ist seitdem ein Ortsteil der Stadt Alfeld (Leine).

## Politik

### Ortsrat
Der Ortsrat, der den Ortsteil Dehnsen vertritt, setzt sich aus fünf Mitgliedern zusammen. Die Ratsmitglieder werden durch eine Kommunalwahl für jeweils fünf Jahre gewählt.
Bei der Kommunalwahl 2021 ergab sich folgende Sitzverteilung:
| Ortsrat 2021Insgesamt 5 Sitze - SPD: 3 - CDU: 2 |

### Ortsbürgermeister
Der Ortsbürgermeister ist Ralf Ahrens (SPD). Sein Stellvertreter ist Sören von Nolting (parteilos).

### Wappen
Der Gemeinde wurde das Ortswappen am 30. Juli 1938 durch den Oberpräsidenten der Provinz Hannover verliehen. Der Landrat aus Alfeld überreichte es am 15. Dezember desselben Jahres.
| Wappen von Dehnsen | Blasonierung: „Auf Blau über silbernem, erniedrigtem, schrägrechtem Wellenbalken ein ziehender gold-bewehrter, silberner Fischreiher.“ |
| Wappen von Dehnsen | Wappenbegründung: Da die Ortsgeschichte von Dehnsen keinerlei Anhalt für die Gestaltung des Wappens bietet, erkor die Gemeinde sich den Fischreiher zum Symbol. Der heute nur noch in wenigen Stücken anzutreffende stolze Vogel war früher in der ortsnahen Leineniederung und den angrenzenden Waldungen häufig vertreten. |

## Kultur und Sehenswürdigkeiten

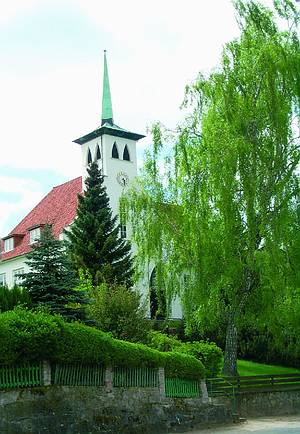
Die Dehnser Kapelle, eingeweiht 1929

Die alte Kapelle von 1732 wurde im Jahr 1812 wegen ihres schlechten Bauzustandes renoviert und 1929 durch einen kirchlichen Mehrzweckbau ersetzt. Dieser befindet sich in kommunalem Eigentum und dient heute neben sakralen Zwecken der Seniorenturngruppe als Trainingsraum und im Dachgeschoss dem Schützenverein als Vereinsheim und Schießstand. Ursprünglich war im Keller eine öffentliche Badeanstalt untergebracht, des Weiteren nutzte die Schule einen Saal im Erdgeschoss als Klassenraum. Im Dachgeschoss wurden zunächst Übernachtungsmöglichkeiten für Jugendliche untergebracht, später entstand hier eine Wohnung. 
In die neue Kapelle wurde die von Thomas Riedeweg 1733 gegossene Glocke der alten Kapelle übernommen. Sie trägt unterhalb der Haube die Inschrift:
"DÄHNSER GEMEINDE" 
sowie am Schlagring zwischen Rankenverzierungen: 
"M.THOMAS RIDEWEG GOSS MICH IN HANNOVER ANNO 1733"

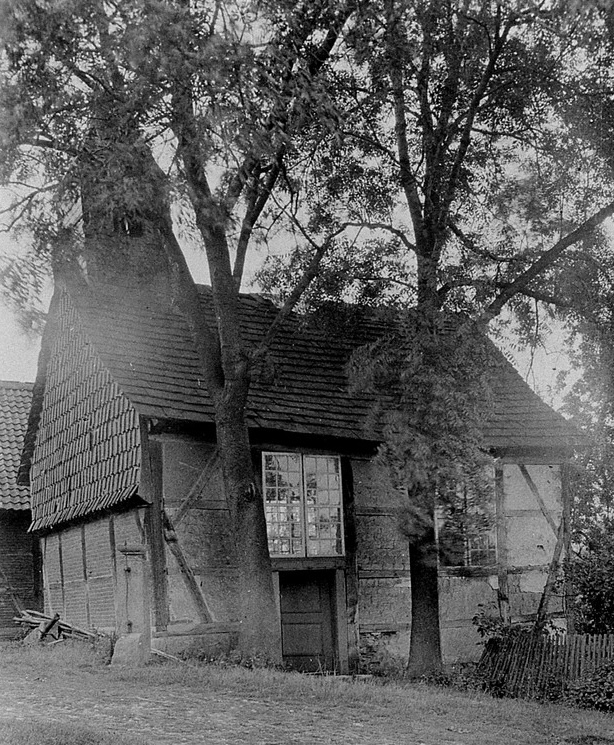
Die alte Dehnser Kapelle von 1732

Das alte Gebäude wurde zunächst in ein Feuerwehrhaus umgewidmet und 1981 abgerissen. Als Ersatz wurde an der Bundesstraße 3 ein neues Feuerwehrhaus erbaut.